# Hugo Carl Jüngst
Hugo Carl Jüngst (* 7. November 1871 in Essen; † 1942 in Berlin) war ein deutscher Kritiker und Lyriker. 

## Leben
Geboren als Sohn eines Konditors besuchte er das Lehrerseminar in Rheydt und wurde Lehrer in Homberg, bevor er nach Berlin in die Redaktion der Zeitschrift Die Zeit wechselte. 1898 gründete Jüngst in Dresden die Deutsche Literatur- und Kunstzeitung. Ab 1900 lebte er in Düsseldorf. Dort war er Herausgeber der Loreley sowie Verantwortlicher der Zeitschrift Düsseldorfer Wochenprogramm. 1910 gründete Jüngst die Zeitschrift Schule und Elternhaus. 
Nach dem Ersten Weltkrieg gründete Jüngst in Hagen den Verlag Literarische Anstalt Hagen i./W.

## Werke
- Seelenaccorde, Dresden [u. a.], 1896
- Die Furcht vor dem Kinde, Leipzig, 1902
- Flammenzeichen, Dresden-Blasewitz, 1903
- Der Sturz Haeckels, Leipzig-Gohlis, 1910
- Der Weltkrieg und die deutsche Kultur, Leipzig, 1915
- Land der Heimat, Land der Berge, Hagen, 1918
- Literatur, Presse und das deutsche Volkstum, Hagen, 1918
- Abendglocken, Hagen, 1921

## Herausgeberschaft
- Deutsche Dichtergabe, Hagen (Westf.) 1919

## Hugo-Carl-Jüngst-Medaille für fortschrittliche Literatur
Nach Hugo Carl Jüngst wurde als literarische Auszeichnung die Hugo-Carl-Jüngst-Medaille für fortschrittliche Literatur vom Verlag Doris Gey in Hagen benannt. 
Preisträger
- 1979 Alfred Müller-Felsenburg
- 1980 Hermann Multhaupt[1]
- 1981 Erika Rauschning
- 1982 Inge Meidinger-Geise
- 1983 Wolf Peter Schnetz[2]